# 璩湾镇
琚湾镇是中国湖北省襄阳市枣阳市下辖的一个镇。

## 行政区划
琚湾镇下辖琚湾居委会、三王村、长堰村、青龙村、罗棚村、马岗村、郑岗村、程岗村、侯岗村、钱寨村、古城村、徐畈村、高庵村、三房村、勾庄村、杨畈村、吴湾村、曹冲村、郭庄村、闻庄村、琚庄村、琚东村、琚西村、闫家岗村、蔡西村、蔡东村、吴坡村、余咀村、胡岗村、芦坡村、瓦子岗村、刘岗村、祝冲村、尹寨村、车站村。